# Roman in Moscow
Roman in Moscow è un brano musicale della rapper trinidadiana Nicki Minaj, pubblicato il 2 dicembre 2011 come anticipazione al suo secondo album in studio Pink Friday: Roman Reloaded, sebbene non sia stato incluso nella lista tracce del progetto.
La canzone è incentrata su Roman Zolanski, l'alter ego della cantante, che era già stato introdotto nell'album di debutto Pink Friday (2010), in particolar modo in Roman's Revenge. Roman in Moscow è stato scritto dalla stessa Minaj con Nicholas Warwar, Raymond Diaz e Steve Morales e prodotto da SAROM e da Street Runner.

## Tracce
Download digitale
1. Roman in Moscow – 2:37

## Classifiche
| Classifica (2011) | Posizione massima |
| ----------------- | ----------------- |
| Canada            | 88                |
| Regno Unito       | 84                |
| Stati Uniti       | 64                |